# سریلی، آلیه
سریلی،آلیه (به فرانسوی: Cérilly) یک کمون در فرانسه است که در canton of Cérilly واقع شده‌است.

## خصوصیات
سریلی ۷۰٫۵۵ کیلومترمربع مساحت و ۱٬۳۲۴ نفر جمعیت دارد و ۳۳۰ متر بالاتر از سطح دریا واقع شده‌است.